# Lijst van gemeenten in het departement Var
Hieronder volgt een lijst van de 153 gemeenten (communes) in het Franse departement Var (departement 83).

## A
Les Adrets-de-l'Estérel
- Aiguines
- Ampus
- Les Arcs
- Artignosc-sur-Verdon
- Artigues
- Aups

## B
Bagnols-en-Forêt
- Bandol
- Bargème
- Bargemon
- Barjols
- La Bastide
- Baudinard-sur-Verdon
- Bauduen
- Le Beausset
- Belgentier
- Besse-sur-Issole
- Bormes-les-Mimosas
- Le Bourguet
- Bras
- Brenon
- Brignoles
- Brue-Auriac

## C
Cabasse
- La Cadière-d'Azur
- Callas
- Callian
- Camps-la-Source
- Le Cannet-des-Maures
- Carcès
- Carnoules
- Carqueiranne
- Le Castellet
- Cavalaire-sur-Mer
- La Celle
- Châteaudouble
- Châteauvert
- Châteauvieux
- Claviers
- Cogolin
- Collobrières
- Comps-sur-Artuby
- Correns
- Cotignac
- La Crau
- La Croix-Valmer
- Cuers

## D
Draguignan

## E
Entrecasteaux
- Esparron
- Évenos

## F
La Farlède
- Fayence
- Figanières
- Flassans-sur-Issole
- Flayosc
- Forcalqueiret
- Fox-Amphoux
- Fréjus

## G
La Garde
- La Garde-Freinet
- Garéoult
- Gassin
- Ginasservis
- Gonfaron
- Grimaud

## H
Hyères

## L
Le Lavandou
- La Londe-les-Maures
- Lorgues
- Le Luc

## M
La Martre
- Les Mayons
- Mazaugues
- Méounes-lès-Montrieux
- Moissac-Bellevue
- La Môle
- Mons
- Montauroux
- Montferrat
- Montfort-sur-Argens
- Montmeyan
- La Motte
- Le Muy

## N
Nans-les-Pins
- Néoules

## O
Ollières
- Ollioules

## P
Pierrefeu-du-Var
- Pignans
- Plan-d'Aups-Sainte-Baume
- Le Plan-de-la-Tour
- Pontevès
- Pourcieux
- Pourrières
- Le Pradet
- Puget-sur-Argens
- Puget-Ville

## R
Ramatuelle
- Rayol-Canadel-sur-Mer
- Régusse
- Le Revest-les-Eaux
- Rians
- Riboux
- Rocbaron
- Roquebrune-sur-Argens
- La Roquebrussanne
- La Roque-Esclapon
- Rougiers

## S
Sainte-Anastasie-sur-Issole
- Saint-Antonin-du-Var
- Saint-Cyr-sur-Mer
- Saint-Julien
- Saint-Mandrier-sur-Mer
- Saint-Martin-de-Pallières
- Sainte-Maxime
- Saint-Maximin-la-Sainte-Baume
- Saint-Paul-en-Forêt
- Saint-Raphaël
- Saint-Tropez
- Saint-Zacharie
- Salernes
- Les Salles-sur-Verdon
- Sanary-sur-Mer
- Seillans
- Seillons-Source-d'Argens
- La Seyne-sur-Mer
- Signes
- Sillans-la-Cascade
- Six-Fours-les-Plages
- Solliès-Pont
- Solliès-Toucas
- Solliès-Ville

## T
Tanneron
- Taradeau
- Tavernes
- Le Thoronet
- Toulon
- Tourrettes
- Tourtour
- Tourves
- Trans-en-Provence
- Trigance

## V
Le Val
- La Valette-du-Var
- Varages
- La Verdière
- Vérignon
- Vidauban
- Villecroze
- Vinon-sur-Verdon
- Vins-sur-Caramy